# Nizozemska na Svetovnem prvenstvu v hokeju na ledu 2009
Nizozemska na Svetovnem prvenstvu v hokeju na ledu 2009 D1, ki je potekalo med 11. in 17. aprilom 2009 v poljskem mestu Torunu. V elitno skupino svetovnega hokeja je vodilo prvo mesto na turnirju. 

## Postava
- Selektor: Tommie Hartogs (pomočnik: Dave Livingston)
- Vratarji: Phil Groeneveld, Martijn Maghielse, Casper Swart
- Branilci: Glenn Bakx, Nicky de Jong, Chad Euverman, Reinier Staats, Erik Tummers, Jordy van Oorschot, Nick Verbruggen, Bjorn Willemse
- Napadalci: Mitch Bruijsten, Antony Demelinne, Dieder Hagemeijer, Levi Houkes, Marcel Kars, Mat Korthuis, Marco Postma, Akim Ramoul, Jamie Schaafsma, Doug Stienstra, Bob Teunissen, Peter van Biezen, Ivy van den Heuvel, Casey van Schagen

## Tekme
| 11. april 2009 | Nizozemska | 1 - 3 | Poljska | Torun Arena, Torun |

| Poročilo tekme | Poročilo tekme                              | Poročilo tekme         | Poročilo tekme | Poročilo tekme                         |
| -------------- | ------------------------------------------- | ---------------------- | --- | -------------------------------------- |
| Začetek: 20:00 | Ramoul (Willemse, van den Heuvel) PP1 30:46 | ( 0 - 1, 1 - 1, 0 - 1) | Urbanowicz (Piekarski, Kowalowka) PP1 03:07 Malasinski (Laszkiewicz, Kowalowka) 37:56 Lopuski (Proszkiewicz) 42:28 | Gledalci: 2995 Sodnik: Martin Reichert |

| 13. april 2009 | Ukrajina | 5 - 1 | Nizozemska | Torun Arena, Torun |

| Poročilo tekme | Poročilo tekme | Poročilo tekme         | Poročilo tekme                              | Poročilo tekme                         |
| -------------- | --- | ---------------------- | ------------------------------------------- | -------------------------------------- |
| Začetek: 16:30 | Timčenko (Karčenko, Gunko) 05:52 Klimentijev (Navarenko, Varlamov) PP1 31:16 Šafarenko (Djačenko, Pobiedonoscev) 34:06 Sriubko (Litvinenko) SH1 36:55 Šafarenko (Cirul, Pobiedonoscev) PP1 45:45 | ( 1 - 0, 3 - 0, 1 - 1) | Schaafsma (van Schagen, Korthuis) PP1 48:14 | Gledalci: 510 Sodnik: Morgan Johansson |

| 14. april 2009 | Italija | 4 - 0 | Nizozemska | Torun Arena, Torun |

| Poročilo tekme | Poročilo tekme | Poročilo tekme         | Poročilo tekme | Poročilo tekme                      |
| -------------- | --- | ---------------------- | -------------- | ----------------------------------- |
| Začetek: 13:00 | Johnson (de Toni) 01:53 Johnson (Iori, de Toni) 08:39 Fontanive (Ramoser, Borgatello) 11:33 de Toni (Margoni, Johnson) 44:27 | ( 3 - 0, 0 - 0, 1 - 0) |                | Gledalci: 400 Sodnik: Eduards Odins |

| 16. april 2009 | Združeno kraljestvo | 3 - 2 | Nizozemska | Torun Arena, Torun |

| Poročilo tekme | Poročilo tekme                                                                            | Poročilo tekme         | Poročilo tekme                                                               | Poročilo tekme                    |
| -------------- | ----------------------------------------------------------------------------------------- | ---------------------- | ---------------------------------------------------------------------------- | --------------------------------- |
| Začetek: 13:00 | Hill (Thomas, Hewitt) 08:34 Longstaff (Dowd, Chambers) 15:41 Tait (Shields, Clarke) 17:26 | ( 3 - 0, 0 - 1, 0 - 1) | Schaafsma (Verbruggen, Demelinne) 22:54 Schaafsma (Willemse, Korthuis) 57:28 | Gledalci: 695 Sodnik: Scott Bokal |

| 17. april 2009 | Nizozemska | 5 - 1 | Romunija | Torun Arena, Torun |

| Poročilo tekme | Poročilo tekme | Poročilo tekme         | Poročilo tekme                 | Poročilo tekme                      |
| -------------- | --- | ---------------------- | ------------------------------ | ----------------------------------- |
| Začetek: 13:00 | Demelinne (Willemse) PP1 18:10 Willemse (Schaafsma, Korthuis) PP2 32:41 Schaafsma (Tummers) PP1 33:32 Schaafsma (Korthuis) 46:51 Korthuis (Willemse, Schaafsma) SH1 49:51 | ( 1 - 0, 2 - 0, 2 - 1) | Becze (Georgescu, Tanko) 48:50 | Gledalci: 405 Sodnik: Eduards Odins |

## Seznam reprezentantov s statistiko

### Vratarji
| #  | Igralec           | OT | OMIN | PG | PGT | KM | PPPG | PSHG |
| 1  | Casper Swart      | 4  | 0    | 0  | 0   | 0  | 0    | 0    |
| 29 | Martijn Maghielse | 1  | 0    | 0  | 0   | 0  | 0    | 0    |
| 30 | Phil Groeneveld   | 5  | 300  | 16 | 3,2 | 2  | 3    | 1    |
| -- | ----------------- | -- | ---- | -- | --- | -- | ---- | ---- |

### Drsalci
| #  | Igralec              | OT | DG | DA | TOČ | DGT | DAT | DPPG | DPPGT | DSHG | DSHGT | KM |
| 2  | Reinier Staats       | 1  | 0  | 0  | 0   | 0   | 0   | 0    | 0     | 0    | 0     | 2  |
| 4  | Nick Verbruggen      | 5  | 0  | 1  | 1   | 0   | 0,2 | 0    | 0     | 0    | 0     | 4  |
| 5  | Diederick Hagemeijer | 5  | 0  | 0  | 0   | 0   | 0   | 0    | 0     | 0    | 0     | 8  |
| 6  | Ivy van den Heuvel   | 5  | 0  | 1  | 1   | 0   | 0,2 | 0    | 0     | 0    | 0     | 0  |
| 8  | Antony Demelinne     | 5  | 1  | 1  | 2   | 0,2 | 0,2 | 1    | 0,2   | 0    | 0     | 2  |
| 9  | Nicky de Jong        | 5  | 0  | 0  | 0   | 0   | 0   | 0    | 0     | 0    | 0     | 8  |
| 10 | Peter van Biezen     | 5  | 0  | 0  | 0   | 0   | 0   | 0    | 0     | 0    | 0     | 4  |
| 14 | Jordy van Oorschot   | 5  | 0  | 0  | 0   | 0   | 0   | 0    | 0     | 0    | 0     | 2  |
| 15 | Mitch Bruijsten      | 5  | 0  | 0  | 0   | 0   | 0   | 0    | 0     | 0    | 0     | 0  |
| 16 | Chad Euverman        | 5  | 0  | 0  | 0   | 0   | 0   | 0    | 0     | 0    | 0     | 0  |
| 17 | Bob Teunissen        | 5  | 0  | 0  | 0   | 0   | 0   | 0    | 0     | 0    | 0     | 14 |
| 18 | Levi Houkes          | 5  | 0  | 0  | 0   | 0   | 0   | 0    | 0     | 0    | 0     | 14 |
| 19 | Casey van Schagen    | 5  | 0  | 1  | 1   | 0   | 0,2 | 0    | 0     | 0    | 0     | 10 |
| 20 | Mat Korthuis         | 5  | 1  | 4  | 5   | 0,2 | 0,8 | 0    | 0     | 1    | 0,2   | 8  |
| 21 | Marcel Kars          | 5  | 0  | 0  | 0   | 0   | 0   | 0    | 0     | 0    | 0     | 6  |
| 22 | Erik Tummers         | 5  | 0  | 1  | 1   | 0   | 0,2 | 0    | 0     | 0    | 0     | 0  |
| 24 | Akim Ramoul          | 5  | 1  | 0  | 1   | 0,2 | 0   | 1    | 0,2   | 0    | 0     | 6  |
| 25 | Bjorn Willemse       | 5  | 1  | 4  | 5   | 0,2 | 0,8 | 1    | 0,2   | 0    | 0     | 0  |
| 26 | Jamie Schaafsma      | 5  | 5  | 2  | 7   | 1   | 0,4 | 2    | 0,4   | 0    | 0     | 0  |
| 28 | Marco Postma         | 5  | 0  | 0  | 0   | 0   | 0   | 0    | 0     | 0    | 0     | 10 |
| -- | -------------------- | -- | -- | -- | --- | --- | --- | ---- | ----- | ---- | ----- | -- |